# Іль-де-Франс
Іль-де-Франс (фр. Île-de-France — «острів Франції») або паризький регіон (фр. région parisienne) — регіон на півночі центральної частини Франції. Найнаселеніший регіон країни, що займає площу 12 011 км² (2% від всієї території країни), у якому офіційно, станом на 1 січня 2019 року, проживає 12 213 364 людини (18,2% населення Франції).

## Значення
Територія Іль-де-Франс (з центром в Парижі) — ядро французької держави. На основі тутешньої говірки склалась сучасна французька мова.
За останніми даними статистичного бюро Європейського Союзу, цей регіон є одним з найбільш освічених регіонів Франції. За рівнем освіченості регіонів Європи, Іль-де-Франс займає 5-те місце, де концентрація населення з вищою освітою становить 46%.

## Географія
Регіон Іль-де-Франс охоплює місто Париж і його найближчі передмістя. 

## Історія
Регіон був створений в 1976 р.